# Hop Smap Jump!
『Hop Smap Jump!』（ホップ スマップ ジャンプ）は1991年9月21日にリリースされたSMAPのミュージックビデオである。

## 概要
- 「SEXY SIX SHOW」や「SMAP 007 MOVIES〜Summer Minna Atsumare Party」のVHSなどがDVD化していく中、唯一VHSのままの作品である。
- デビュー前の六人が見られるビデオである。